# Escala de Sonolência Epworth
A Escala de Sonolência Epworth (ESE) é um  questionário simples e autoadministrado utilizado para determinar o grau de sonolência diurna em pacientes adultos, sendo útil na identificação de distúrbios do sono que podem ter uma relação com diversas condições de saúde como estresse,  e hipertensão,   Foi introduzida na avaliação clínica do sono em 1991 pelo doutor Johns Murray  do Hospital Epworth em Melbourne, Austrália.

## Validação para uso no Brasil
Em 2009 pesquisadores publicaram um estudo com um grupo composto por 59 pacientes com SAHOS, 34 pacientes com ronco primário e 21 pacientes com insônia. O estudo seguiu as seguintes etapas: tradução; retrotradução; comparação entre a tradução e a retrotradução por um comitê especializado e aplicação em indivíduos bilíngues. One-way ANOVA demonstrou diferenças significativas nos escores do ESE-BR entre os quatro grupos diagnósticos (p < 0,001). Testes post hoc entre grupos pareados mostraram que os escores do ESE-BR para insones não diferiram daqueles dos controles (p > 0,05). Os escores dos pacientes com SAHOS e nos roncadores primários foram significativamente maiores que os dos controles (p < 0,05). Além disso, os escores para pacientes com SAHOS foram significativamente maiores do que os daqueles com ronco primário (p < 0,05). Indicando que a ESE-BR é um instrumento válido e confiável para a avaliação da sonolência diurna e equivalente a sua versão original, quando aplicada em indivíduos que falam português do Brasil. 

## O questionário
O questionário avalia a probabilidade de adormecer em oito situações envolvendo atividades diárias, a pontuação varia de 0 a 24 pontos, sendo que a partir de 10 pontos já é considerado sonolência diurna excessiva.
| Escala de Sonolência de Epworth | Escala de Sonolência de Epworth | Escala de Sonolência de Epworth | Escala de Sonolência de Epworth | Escala de Sonolência de Epworth |
| --- | ------------------------------- | ------------------------------- | ------------------------------- | ------------------------------- |
| Com que frequência você fica sonolento ou adormece em cada uma das seguintes situações? Aplique a seguinte escala: 0: nunca, 1: frequência baixa, 2: frequência moderada, 3: frequência alta. |                                 |                                 |                                 |                                 |

| Situação                                                        | Pontuação | Pontuação | Pontuação | Pontuação |
| --------------------------------------------------------------- | --------- | --------- | --------- | --------- |
| 1. Sentado e lendo.                                             | 0         | 1         | 2         | 3         |
| 2. Assistindo TV.                                               | 0         | 1         | 2         | 3         |
| 3. Sentado em um local público (por exemplo, cinema, reunião).  | 0         | 1         | 2         | 3         |
| 4. Viajar como passageiro em um carro por 1 hora.               | 0         | 1         | 2         | 3         |
| 5. Descansando à tarde quando as circunstâncias permitirem.     | 0         | 1         | 2         | 3         |
| 6. Sentado e conversando com alguém.                            | 0         | 1         | 2         | 3         |
| 7. Sentado em um ambiente tranquilo após o almoço (sem álcool). | 0         | 1         | 2         | 3         |
| 8. Em um carro, enquanto parado por alguns minutos no trânsito. | 0         | 1         | 2         | 3         |

## Validação
A Escala de Sonolência de Epworth foi validada principalmente na apnéia obstrutiva do sono, embora também tenha mostrado sucesso na detecção de narcolepsia e hipersonia idiopática.